# Błaziny Górne
Błaziny Górne – wieś w Polsce położona w województwie mazowieckim, w powiecie radomskim, w gminie Iłża. Ma status sołectwa
Do 1954 roku istniała gmina Błaziny. W latach 1975–1998 miejscowość administracyjnie należała do województwa radomskiego.
Przez wieś przechodzi  żółty szlak turystyczny ze Starachowic do Iłży.
Wierni Kościoła rzymskokatolickiego należą do parafii św. Andrzeja Boboli w Koszarach lub do parafii Wniebowzięcia Najświętszej Maryi Panny w Iłży.